# Raymond Künzli
Raymond Künzli (* 1. September 1984 in Saint-Imier) ist ein Schweizer Radrennfahrer. Er nahm mit dem Professional Continental Team SpiderTech-C10 an der Tour de Suisse 2012 teil und beendete die Rundfahrt als 76.

## Teams
- 2010 Team Bürgi Fidi BC
- 2011 EKZ Racing Team
- 2012 SpiderTech-C10